# Trałowce typu 343
Trałowce typu 343 – niemieckie trałowce, które zaczęły wchodzić do służby w Niemieckiej Marynarce Wojennej w 1989. Zbudowano 10 okrętów znanych także jako typ Hameln. Pięć okrętów wyposażono w system kutrów trałowych Troika Plus. Tak zmodernizowane okręty oznaczono jako typ 352 Ensdorf. Pięć kolejnych trałowców przebudowano na niszczyciele min oznaczone jako typ 333 Kulmbach.

## Historia
Prace nad nowym typem trałowców rozpoczęły się w Niemczech w połowie lat 70. XX wieku. Projektanci rozważali budowę okrętów jako katamaranów lub poduszkowców, jednak ostatecznie zdecydowano się na klasyczny układ jednokadłubowy. Przy wyborze materiału do budowy kadłuba zrezygnowano z drewna i tworzyw sztucznych na rzecz stali amagnetycznej.
W konstrukcji okrętów zastosowano rozwiązania minimalizujące szkodliwe oddziaływanie fali uderzeniowej wybuchów na załogę. Zastosowano także rozwiązania w zakresie technologii stealth, które ograniczyły echo radiolokacyjne okrętu i jego emisję w podczerwieni.
Budowa pierwszej jednostki serii M1092 "Hameln" rozpoczęła się w 1987 w stoczni Lürssen. Wodowanie okrętu nastąpiło 15 marca 1988, wejście do służby 29 czerwca 1989.
Okręty brały udział w licznych ćwiczeniach międzynarodowych sił przeciwminowych. Dwie jednostki wzięły udział w 1991 w I wojnie w Zatoce Perskiej.